# Teodoro II de Constantinopla
Teodoro II de Constantinopla, dito Irênico (em grego: Θεόδωρος Β' Εἰρηνικός; em latim: Eirenicus), também conhecido como Teodoro Copas (em grego: Κωπάς), foi o patriarca grego ortodoxo de Constantinopla (no exílio) entre 1214 e 1216. Teodoro era um funcionário de alto escalão no Império Bizantino e o principal ministro durante a maior parte do reinado de Aleixo III Ângelo (r. 1195-1203). Após a conquista de Constantinopla pela Quarta Cruzada, ele fugiu para o Império de Niceia e se tornou um monge antes de ser alçado ao patriarcado.

## Carreira
Um homem inteligente e bem educado, Teodoro ascendeu ao poder após a desgraça e o exílio do funcionário preferido de Aleixo até então, Constantino Mesopotamita, no outono de 1197. Irênico o sucedeu como seu confidente e assumiu a importante função de cartulário do canícula ("secretário do tinteiro imperial") e como seu primeiro ministro. Ele também detinha a função sênior de pansebasto sebasto. De acordo com o relato do historiador contemporâneo Nicetas Coniates, Irênico temia ter o mesmo destino que Mesopotamita e, por isso, exercia o poder de forma bastante cautelosa. Ele tentava não se indispor com a aristocracia hereditária que dominava a corte imperial e que minou a posição de Mesopotamita. Para conseguir este objetivo, ele terminou não levando adiante as reformas que o Império tanto precisava.

## Exílio e carreira eclesiástica
Em abril de 1204, Constantinopla foi tomada pelos soldados da Quarta Cruzada e, como muitos outros líderes bizantinos, Teodoro fugiu da cidade e buscou refúgio na Ásia Menor. Lá, ele foi tonsurado e se tornou um monge. Em 1209, o recém-proclamado imperador de Niceia Teodoro I Láscaris o nomeou para a função de cartofílax do patriarcado de Constantinopla, re-fundando-o no exílio em Niceia. Láscaris também o agraciou com o título de hípato dos filósofos, o prestigioso título reservado ao reitor da cadeira de filosofia na Universidade de Constantinopla.
Em 28 de setembro de 1214, Irênico foi eleito patriarca de Constantinopla pelo sínodo patriarcal. Seu governo foi marcado pela confrontação direta com a Igreja Católica, especialmente sobre a legitimidade dos patriarcas latinos de Constantinopla e do controle católico sobre a população grega ortodoxa pelas mãos dos príncipes latinos.
Teodoro Irênico morreu em 31 de janeiro de 1216.